# 劉賜
劉 賜（りゅう し、? - 52年）は、中国の新代から後漢時代初期にかけての武将・政治家。字は子琴。荊州南陽郡蔡陽県（湖北省棗陽市）の人。曾祖父は舂陵侯劉熊渠。祖父は劉利。父の名は不詳。従兄弟（劉利の子の劉子張の子）は更始帝（劉玄）。後漢の光武帝（劉秀）の曾祖父の劉外は劉熊渠の弟にあたるため、光武帝の族兄にあたる。兄は劉顕。甥（劉顕の子）は劉信。子は劉閔。妹の夫は樊宏。

## 事跡

### 初期の事跡
| 姓名           | 劉賜                                                                         |
| 時代           | 新代 - 後漢時代                                                              |
| 生没年         | 生年不詳 - 52年（建武28年）                                                  |
| 字・別号       | 子琴（字）                                                                   |
| 本貫・出身地等 | 荊州南陽郡蔡陽県                                                             |
| 職官           | 〔舂陵軍部将〕→光禄勲〔更始〕 →大司徒〔更始〕→丞相〔更始〕 →前大司馬〔更始〕 |
| 爵位・号等     | 広漢侯〔更始〕→宛王〔更始〕 →慎侯〔後漢〕→安成侯〔後漢〕                     |
| 陣営・所属等   | 劉縯→更始帝→光武帝                                                           |
| 家族・一族     | 祖父：劉利 兄：劉顕 子：劉閔 甥：劉信 妹の夫：樊宏                           |

劉賜は幼くして孤児となり、さらに兄の劉顕は復仇のために殺人を犯し、役人に捕えられて処刑された。これを怨んだ劉賜は、劉顕の子の劉信と共に、家財を擲って刺客を雇い入れて復讐を果たしている。その後、劉賜・劉信らは新の追及を受けたが、幸運にも赦免された。地皇3年（22年）、劉縯が反新のために舂陵（南陽郡）で蜂起すると、劉賜もこれに従軍し、湖陽（南陽郡）などを攻撃している。
更始元年（23年）2月、劉玄が更始帝として即位すると、劉賜は光禄勲に任命され、広漢侯に封じられている。同年秋頃に大司徒劉縯が誅殺されると、劉賜が後任の大司徒となり、汝南郡の劉望・荘尤（厳尤）・陳茂を討伐した。しかし、劉賜の軍事能力はさしたるものではなかったらしく、汝南討伐は苦戦し、更始帝により甥の奮威大将軍劉信と交代させられている。その後、更始帝と共に洛陽入りした。
同年9月、河北征伐について誰を派遣するかが問題になった際には、大司馬朱鮪らが劉秀の派遣に反対する中で、劉賜は劉秀の派遣を強く推し、これが更始帝に採用された。また、この時に、劉賜は丞相に任命され、長安へ赴いて宗廟・宮室の修繕を行っている。

### 漢への降伏
更始2年（24年）2月、更始帝が長安に遷都すると、劉賜は前大司馬に転任し、宛王に封じられた。劉賜は宛に駐留し、六部の兵を率いた。しかし、赤眉軍が更始帝に叛き、樊崇率いる部隊が荊州方面へ進攻してくると、六部の兵は戦わずして逃げ散り、宛を防衛できなくなった劉賜は、育陽（南陽郡）へ退却している。
建武元年（25年）、劉賜は武関で更始帝の妻子を保護した上で、洛陽の光武帝（劉秀）に降った。建武2年（26年）、劉賜は慎侯に封じられている。建武13年（37年）、加増された上で、安成侯に転封された。劉賜は、劉秀からその忠誠心を高く評価され、格別の厚遇を受けている。
建武28年（52年）、劉賜は死去し、子の劉閔が後継した。

## 関連記事
- 新末後漢初